# 张开荆
张开荆（1905年—1991年2月24日），曾用名张承汉、张漠高，男，江西吉水人，中国人民解放军将领、中国人民解放军开国少将。第五届全国人民代表大会代表。

## 生平
1925年参加革命，1926年，考入广州黄埔军校第六期，1927年加入中国共产党。同年8月被捕。1930年8月出狱，抵达闽西苏区参加红军，出任红十二军第34师第100团连政治委员、红四军第11师第31团政委、红十二军第34师第101团政治委员等。1934年10月，中央红军主力长征，他留守负责担任福建军区司令部通信主任等，坚持游击。
抗日战争时期，任新四军第二支队司令部作战科科长，1939年11月任新四军挺进纵队参谋长。后任江南指挥部教导大队大队长。1940年4月任江南抗日救国军东路指挥部参谋长。1941年3月任新四军第六师第十八旅第五十一团团长。同年11月任新四军第六师第十六旅参谋长。1943年入中共中央党校学习。1944年被选为中国共产党第七次代表大会代表。第二次国共内战期间，担任纵队参谋长、旅长、师长。1949年2月，任第66军198师师长。1949年9月，任平原省军区副司令员。1953年，任察哈尔省军区副司令员。1955年后，历任黑龙江省军区司令员、沈阳军区副参谋长、吉林省人民委员会副省长。
1991年2月24日，在长春逝世。

## 荣誉
1955年被授予少将军衔。